# Калинино (Малмыжский район)
Калинино — крупнейшее село в Малмыжском районе Кировской области. Административный центр Калининского сельского поселения. Расположено в 1 км от реки Шошма.

## Население
| 2010 |
| ---- |
| 2560 |

## История
По данным на 1771—1773 годы сельцо принадлежало помещику Александру Николаевичу Зубову.

## Инфраструктура
В селе расположена школа — МКОУ СОШ им. генерал-лейтенанта В. Г. Асапова, которая ранее называлась МКОУ СОШ с. Калинино. Школа начала официально носить имя генерал-лейтенанта В. Г. Асапова с февраля 2018 года.
В селе есть два детских сада: МКДОУ «Малышок» и МКДОУ «Колосок».
Также в селе имеются: предприятие «Агрофирма Калинино», спиртовой завод, маслодельный завод, магазины. При въезде в населенный пункт расположена гостиница.